# Radrennbahn Chemnitz

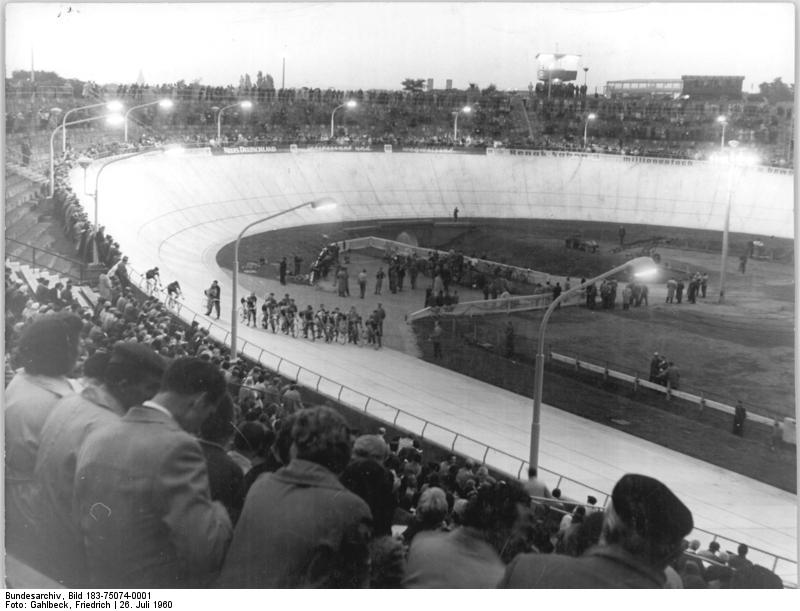
Rennen während der Bahn-WM 1960

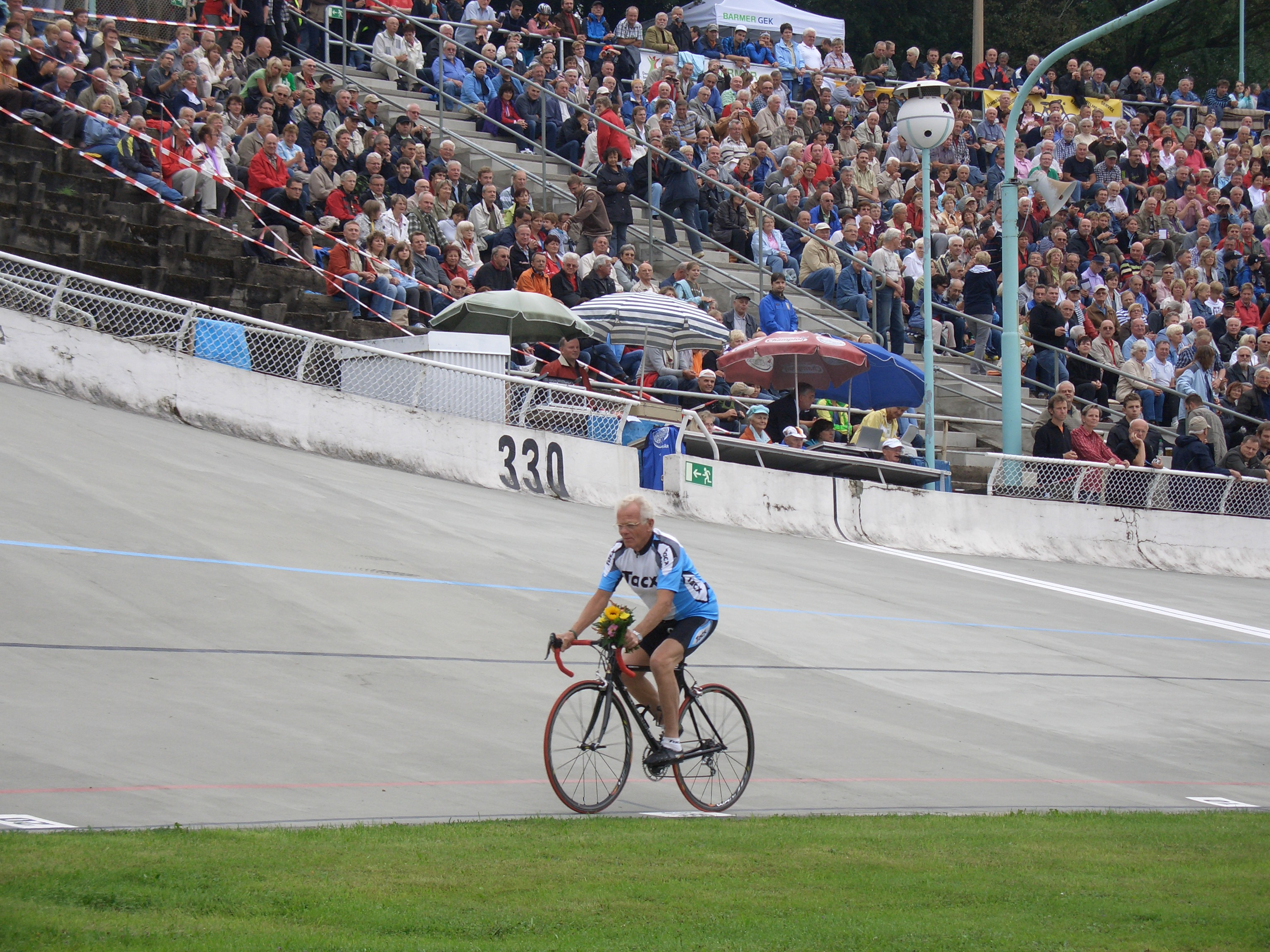
Arie van Houwelingen, ehemaliger Steher aus den Niederlanden, bei der WM-Feier 2010

Die Radrennbahn Chemnitz befindet sich im Stadtteil Bernsdorf der sächsischen Stadt Chemnitz.

## Details
Die Bahnlänge beträgt ca. 318 Meter, die blaue Linie (Steherlinie) ist 333 Meter lang. Die Radrennbahn ist aus Beton und offen. Sie bietet rund 15.000 Zuschauern Platz, gilt neben der Radrennbahn Bielefeld als schnellste Betonbahn Deutschlands und ist besonders für Steherrennen geeignet. Zuvor gab es in Chemnitz eine Radrennbahn im Stadtteil Altendorf, die im Jahre 1909 nach einem Entwurf des Chemnitzer Architekturbüros Zapp und Basarke errichtet worden war. Zu ihren Hochzeiten kamen bis zu 30.000 Zuschauer zu nationalen und internationalen Rad- und Motorradsportwettbewerben. Nach dem Zweiten Weltkrieg war die Bahn schwer beschädigt und wurde nicht mehr in Betrieb genommen.

## Geschichte
Das letzte Rennen auf der alten Radrennbahn fand am 30. Juni 1940 statt. Das Steherrennen über 100 Kilometer gewann Toni Merkens.
1948 initiierte der damalige Stadtrat und Radsportveranstalter Rolf Seyfarth den Neubau einer Radrennbahn Chemnitz auf dem Gelände des heutigen Sportforums, deren Kurven aus Trümmerschutt aufgeschüttet wurden und die 1950 fertiggestellt und am 22. Oktober eröffnet wurde. Das Eröffnungsrennen gewann Erich Metze in einem Steherrennen über 100 Kilometer. Auf dieser Bahn wurden 1960 die Steher-Weltmeisterschaften ausgetragen und 2001 die deutschen Bahn-Meisterschaften. 2010 wurde auf der Bahn das 50. Jubiläum der Bahn-WM von 1960 gefeiert. Dem Chemnitzer Polizeisportverein (CPSV), dem Chemnitzer Radfahrerbund und dem Chemnitzer Radsportverein (RSV Chemnitz) dient sie zu Trainingszwecken.
2007 wurde die Fahrfläche der Radrennbahn erneuert; jedoch richteten folgende kalte Winter so starke Schäden an, dass die für 2012 in Chemnitz geplante Steher-Europameisterschaft abgesagt werden musste.
Anfang 2014 wurde die Bahn dann auf Grund baulicher Mängel aus Sicherheitsgründen für Steherrennen und Wettkämpfe mit größerer Publikumsbeteiligung gesperrt. Im Dezember 2015 wurden rund 1,5 Millionen Euro zur Sanierung bewilligt, woran sich das Land Sachsen mit 834.000 Euro Fördermitteln beteiligte. Die Fertigstellung erfolgte im Frühsommer 2017. Es waren allerdings Nacharbeiten am Belag notwendig, so dass erst im August 2018 mit der deutschen Meisterschaft im Steherrennen der erste große Wettkampf auf der neuen Bahn durchgeführt werden konnte.